# Tour de France de 1908
O Tour de France 1908, foi a sexta edição da Volta da França realizada entre os dias 13 de julho e 9 de agosto de 1908.
Participaram desta competição 110 ciclistas, chegaram em Paris 36 competidores. O vencedor Lucien Petit-Breton, ciclista da França, alcançou uma velocidade média de 28,740 km/h.
Foram percorridos 4.488 km, sendo a prova dividida em 14 etapas.
A largada aconteceu no "Pont de la Jatte" , e a linha final da competição foi no "Parc des Princes".

## Resultados

### Classificação geral

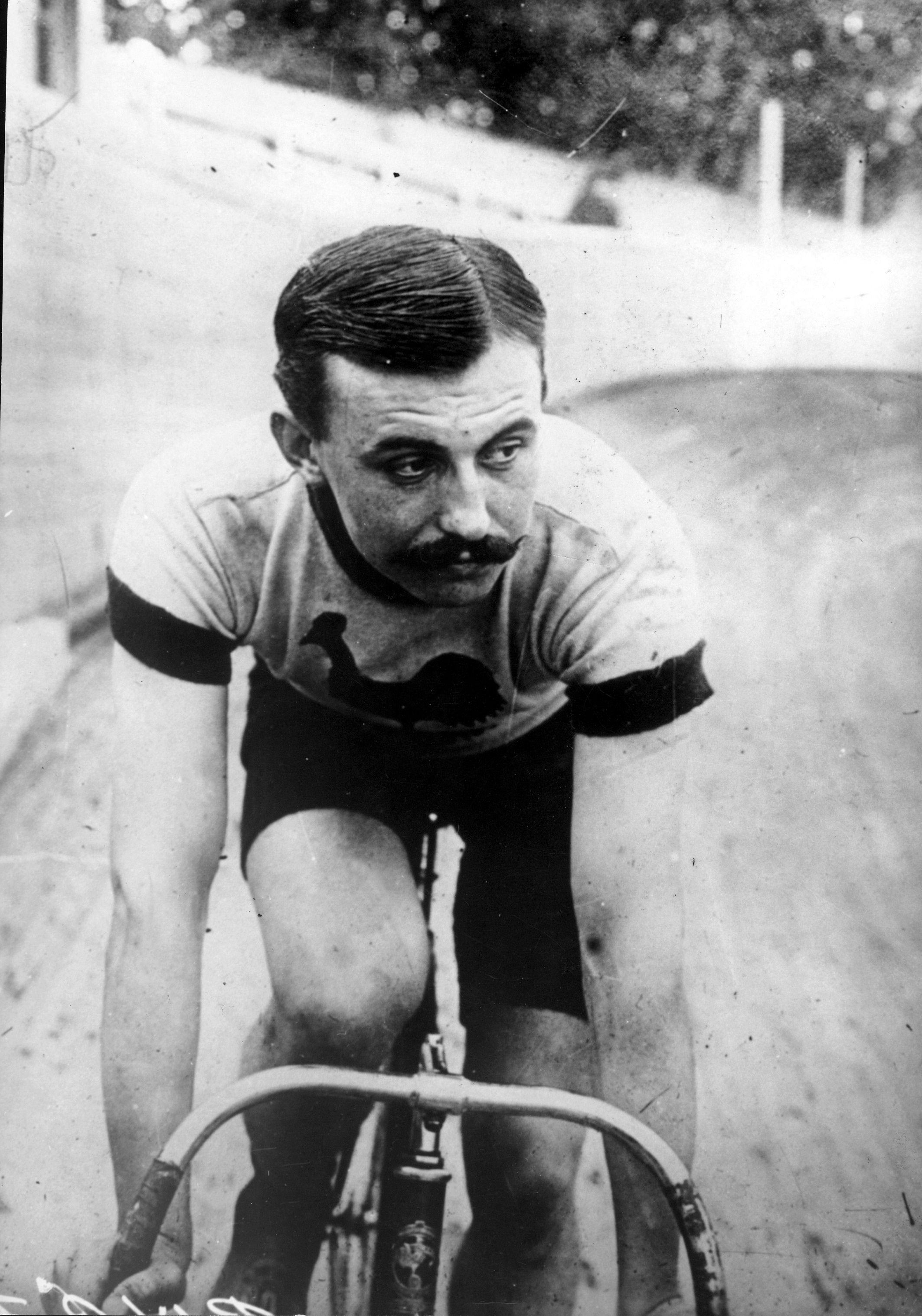
Lucien Petit-Breton
ciclista francês (1882-1917)
1º colocado.

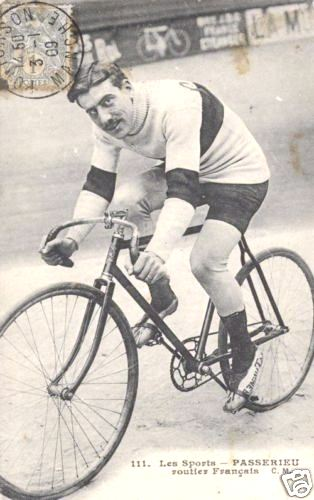
Georges Passerieu
ciclista francês (1885-1928)
vencedor de 3 etapas.

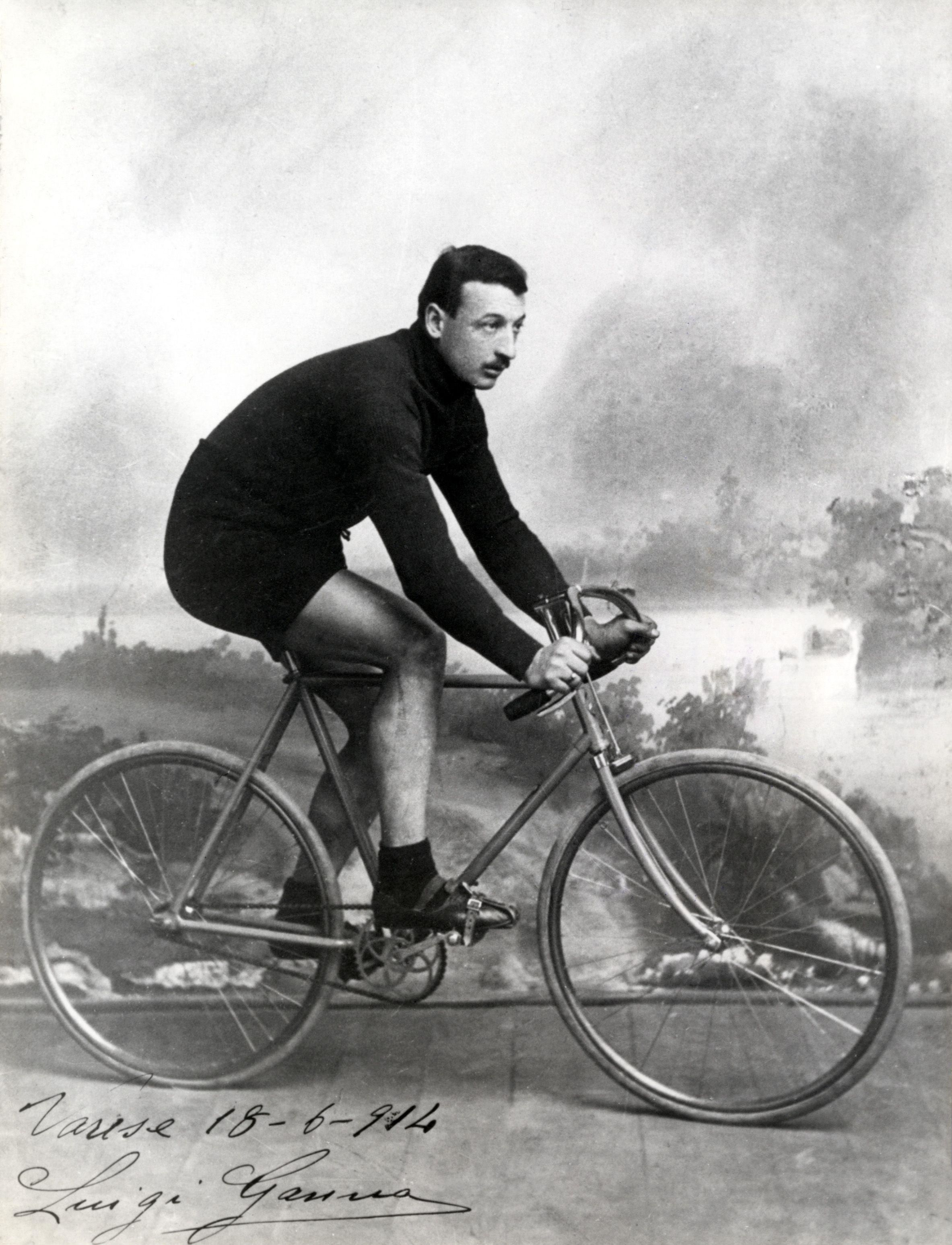
Luigi Ganna
ciclista italiano (1883-1957)
5º colocado.

| Posição | Nome                | País       | Pontos |
| ------- | ------------------- | ---------- | ------ |
| 1       | Lucien Petit-Breton | França     | 36     |
| 2       | François Faber      | Luxemburgo | 68     |
| 3       | Georges Passerieu   | França     | 75     |
| 4       | Gustave Garrigou    | França     | 91     |
| 5       | Luigi Ganna         | Italy      | 120    |
| 6       | Georges Paulmier    | França     | 125    |
| 7       | Georges Fleury      | França     | 134    |
| 8       | Henri Cornet        | França     | 142    |
| 9       | Marcel Godivier     | França     | 153    |
| 10      | Giovanni Rossignoli | Italy      | 160    |

### Etapas
| Etapa | Data        | Percurso           | km  | Vencedor da etapa        | Líder classificação geral |
| 1ª    | 13 de julho | Paris - Roubaix    | 272 | Georges Passerieu        | Georges Passerieu         |
| 2ª    | 15 de julho | Roubaix - Metz     | 398 | Lucien Petit-Breton      | Georges Passerieu         |
| 3ª    | 17 de julho | Metz - Belfort     | 259 | François Faber           | Lucien Petit-Breton       |
| 4ª    | 19 de julho | Belfort - Lyon     | 309 | François Faber           | Lucien Petit-Breton       |
| 5ª    | 21 de julho | Lyon - Grenoble    | 311 | Georges Passerieu        | Lucien Petit-Breton       |
| 6ª    | 23 de julho | Grenoble - Nice    | 345 | Jean-Baptiste Dortignacq | Lucien Petit-Breton       |
| 7ª    | 25 de julho | Nice - Nîmes       | 345 | Lucien Petit-Breton      | Lucien Petit-Breton       |
| 8ª    | 27 de julho | Nîmes - Toulouse   | 303 | François Faber           | Lucien Petit-Breton       |
| 9ª    | 29 de julho | Toulouse - Bayonne | 299 | Lucien Petit-Breton      | Lucien Petit-Breton       |
| 10ª   | 31 de julho | Bayonne - Bordeaux | 269 | Georges Paulmier         | Lucien Petit-Breton       |
| 11ª   | 2 de agosto | Bordeaux - Nantes  | 391 | Lucien Petit-Breton      | Lucien Petit-Breton       |
| 12ª   | 4 de agosto | Nantes - Brest     | 321 | François Faber           | Lucien Petit-Breton       |
| 13ª   | 6 de agosto | Brest - Caen       | 415 | Georges Passerieu        | Lucien Petit-Breton       |
| 14ª   | 9 de agosto | Caen - Paris       | 251 | Lucien Petit-Breton      | Lucien Petit-Breton       |

CR = Contra-relógio individual
CRE = Contra-relógio por equipes